# Spirowo
Spirowo – osiedle typu miejskiego w Rosji, w obwodzie twerskim. W 2010 roku liczyło 6267 mieszkańców.